# Phrynobatrachus ghanensis
Phrynobatrachus ghanensis là một loài ếch trong họ Petropedetidae.
Nó được tìm thấy ở Bờ Biển Ngà và Ghana.
Các môi trường sống tự nhiên của chúng là các khu rừng ẩm ướt đất thấp nhiệt đới hoặc cận nhiệt đới và đầm nước ngọt có nước theo mùa. Loài này đang bị đe dọa do mất môi trường sống.